# 丰田村 (于都县)
丰田村，是中华人民共和国江西省赣州市于都县铁山垅镇所辖的行政村。丰田村位于铁山垅镇西部。总人口2268人(2005年)。丰田村包含16个自然村：分水坳、乌砂背、铁山坳、砂窝坳、围上、铜岭下、社口、上富坑、富贵屋、下富坑、大竹坑、黄迳塘、杨坑山、大竹坑新屋、石头弯、店下。区划代码360731101200。